# 朱然墓
朱然墓位于中国安徽省马鞍山市雨山区雨山街道原安民村马沿岗林场、今三国朱然文化园及朱然家族墓地博物馆内。该墓于1984年6月初沪皖纺织联合公司扩建仓库时发现，由安徽省文物考古研究所和马鞍山市文物普查工作队联合清理发掘，并通过墓中出土的木刺和木谒证明墓主为三国东吴将领、官至左大司马右军师的朱然，为至2013年为止发掘的东吴墓葬中墓主身份最高的一座。该墓建于东吴赤烏十二年（249年），采用土坑砖室结构，早年曾遭盗掘，出土文物以漆木器和青瓷器为主。

## 建筑布局与形制

### 墓区整体布局
朱然墓墓区位于雨山南侧的开阔平地之上，采用六朝时期较盛行的聚族而葬的方式。1996年在其南侧发现时代相近的砖室墓4座，其中规模较大的一座位于其西南30余米处（右前方），其结构形制与出土文物风格亦与朱然墓类似，不同之处在于封门墙内侧设有石门，在《安徽省马鞍山市朱然家族墓发掘简报》中推断其墓主为朱然之子朱绩，亦有为朱治的说法。另外三座则毁坏严重，出土文物极少，其墓葬形制和墓砖规则与西晋时期的墓葬相类似，可能不属于朱然家族成员墓葬。

### 朱然墓
朱然墓为南北向，总长8.78米，自南至北依次为阶梯式墓道、甬道、前室、过道和后室，其中墓道与甬道间设封门墙。封土高约2米。墓室采用青灰砖所砌，前室呈近方形，覆以四隅券进式穹窿顶（即自四角同时起券，至墓室顶部收拢），其中置陪葬者漆棺，后部左右两侧各以两层砖砌出祭台。后室呈长方形，覆以双层拱券顶，其中置墓主漆棺。墓砖采用三顺一丁的砌法，其上模印篆书“富且贵至万世”、“富贵万世”、“富且贵”等铭文，铺地砖为两层，以人字形交错平铺为主。

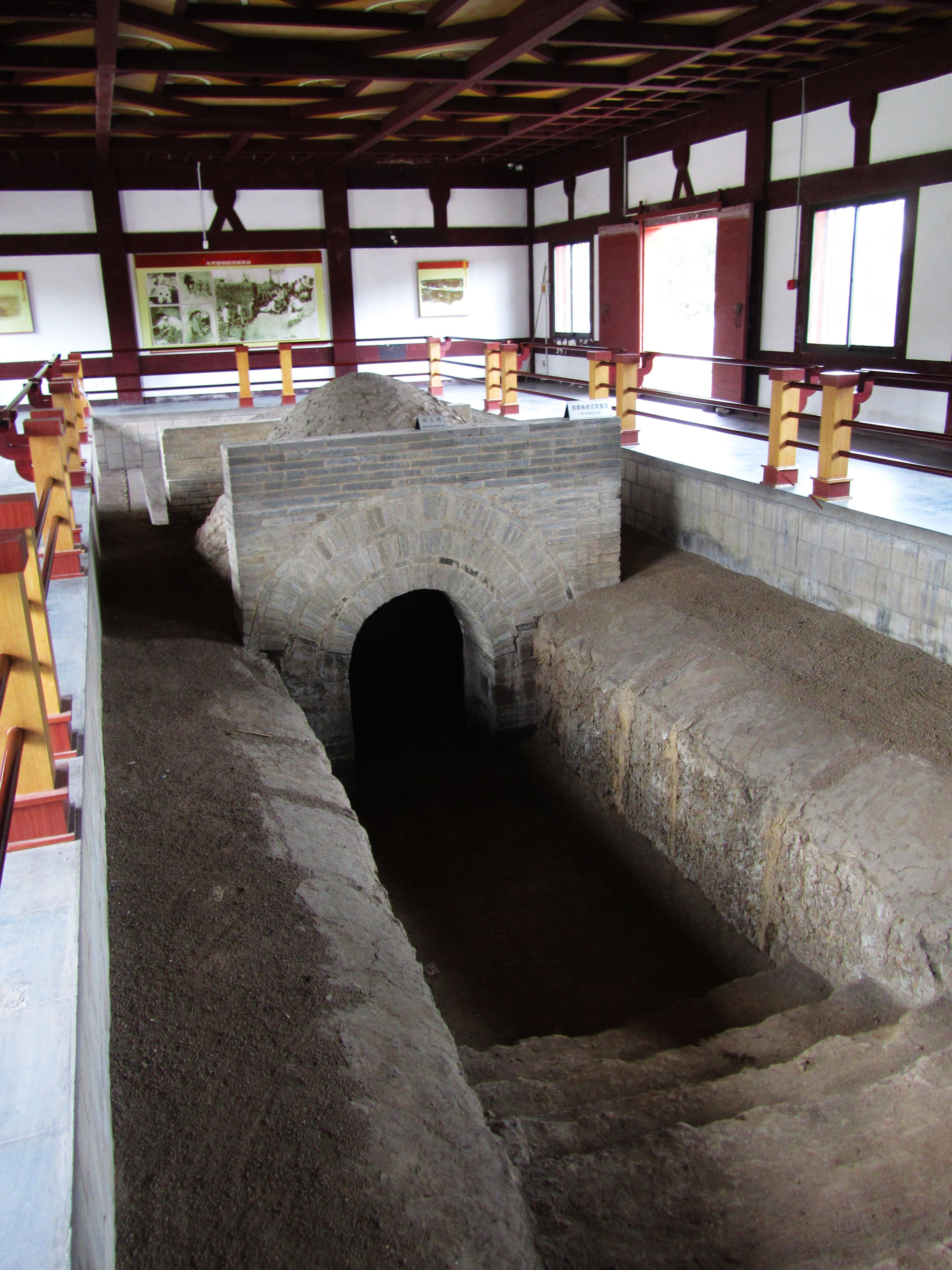
朱然墓，自南至北视图，示墓道和封门墙
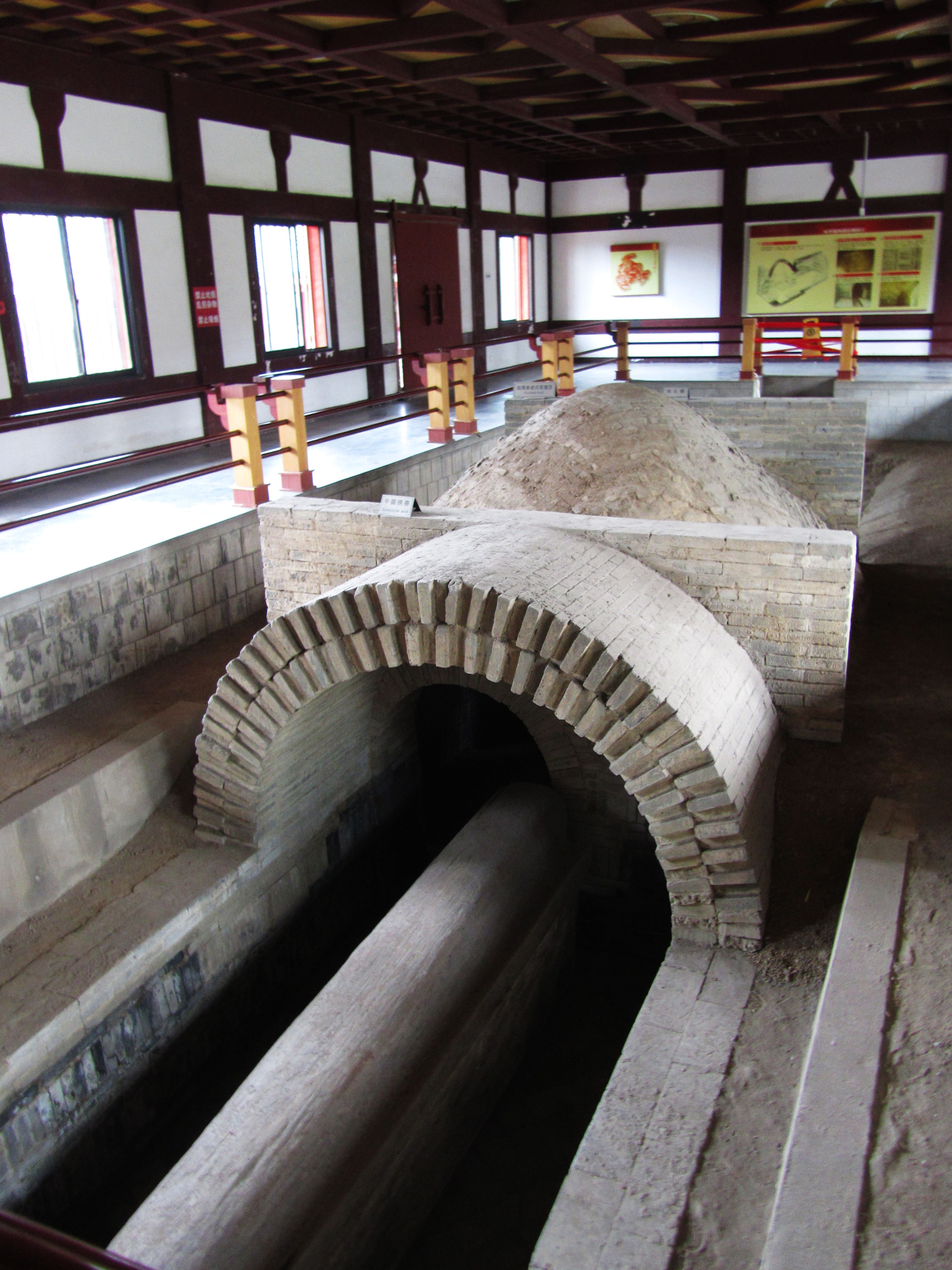
自北至南视图，示前后墓室和墓主漆棺
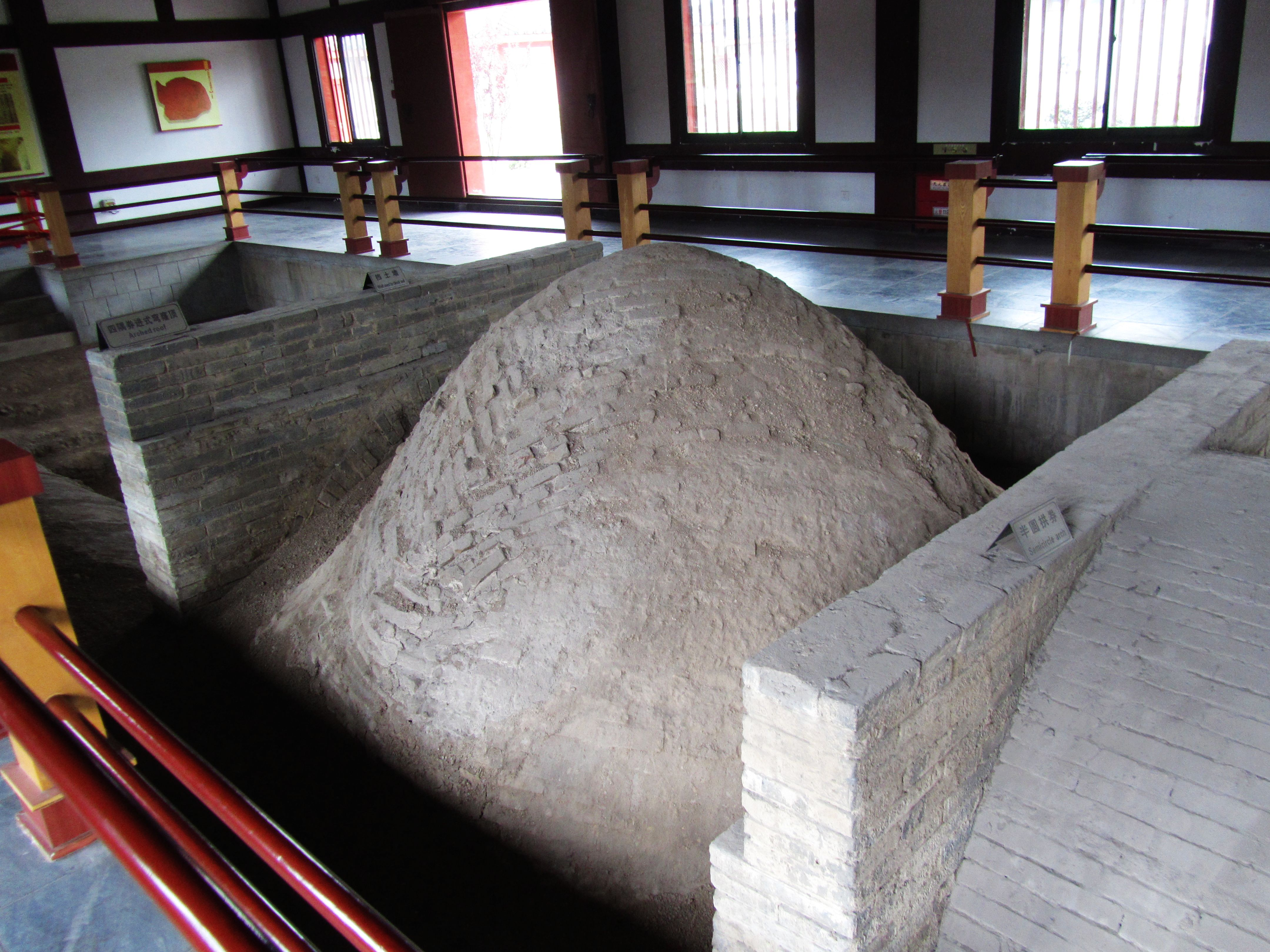
前室穹窿顶
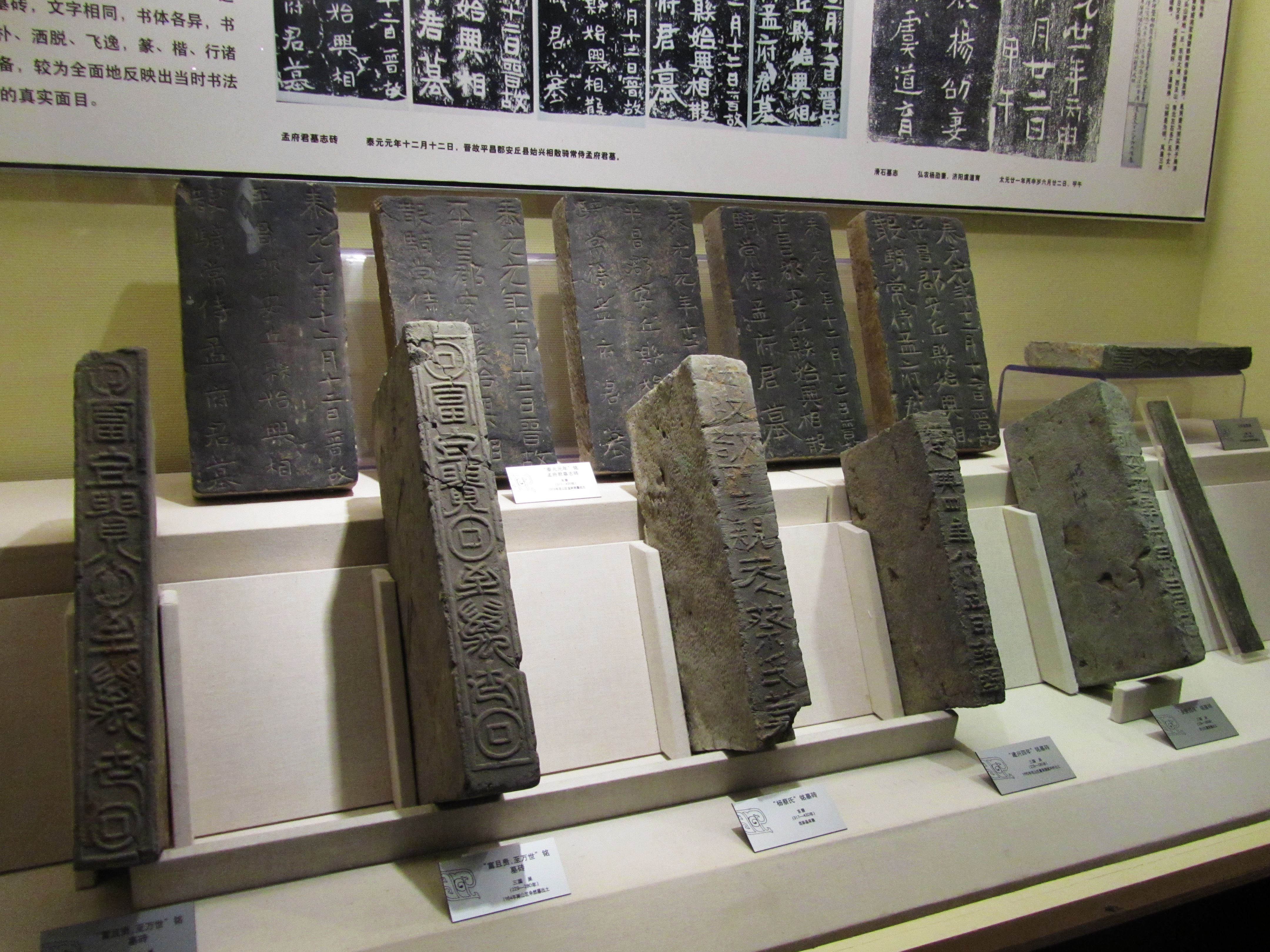
朱然墓墓砖（左一、左二），上有“富且贵，至万世”铭文
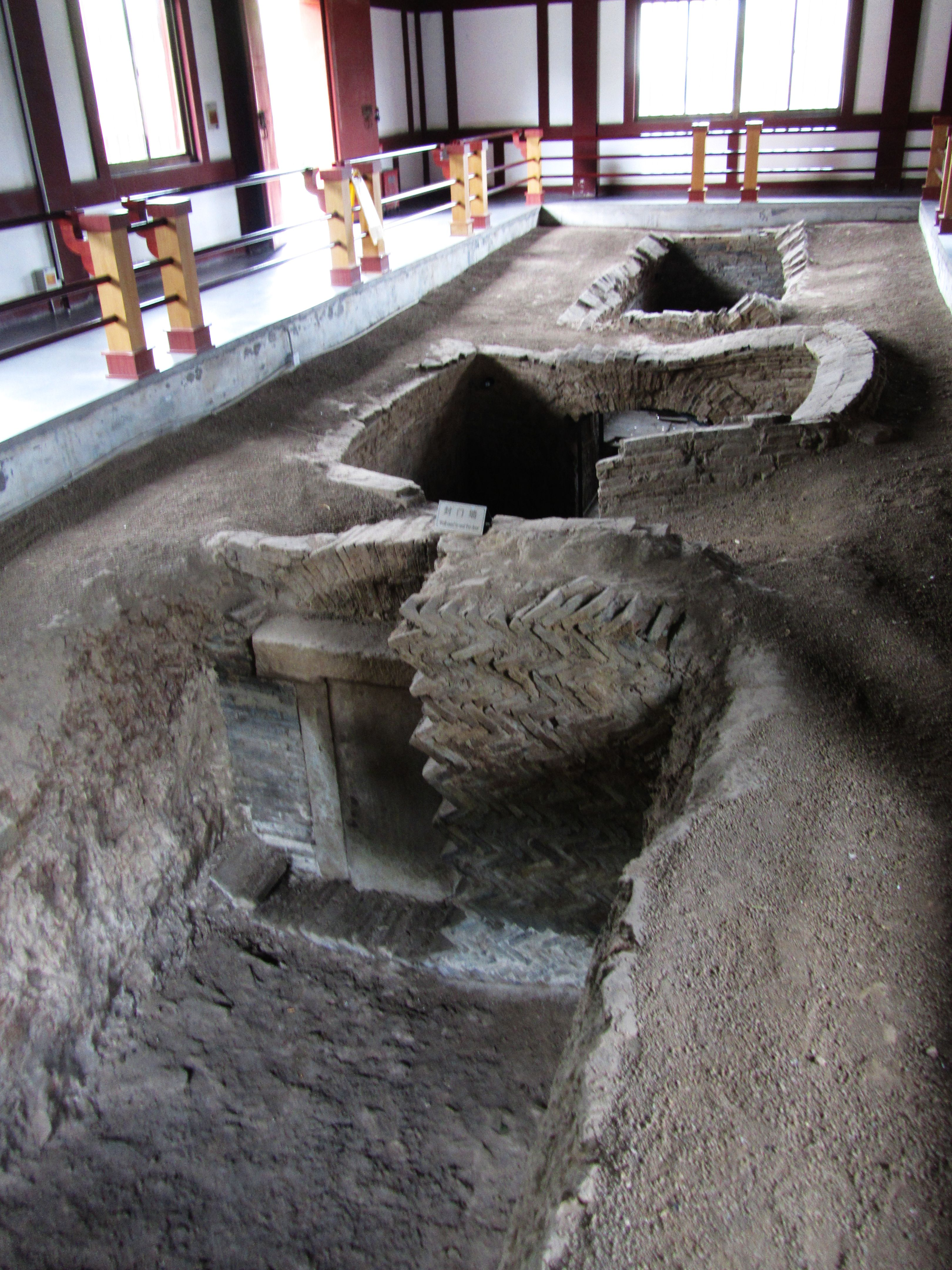
位于朱然墓右前方的朱绩墓（推断），自南至北视图，示墓道和封门墙，封门墙内侧设有石门
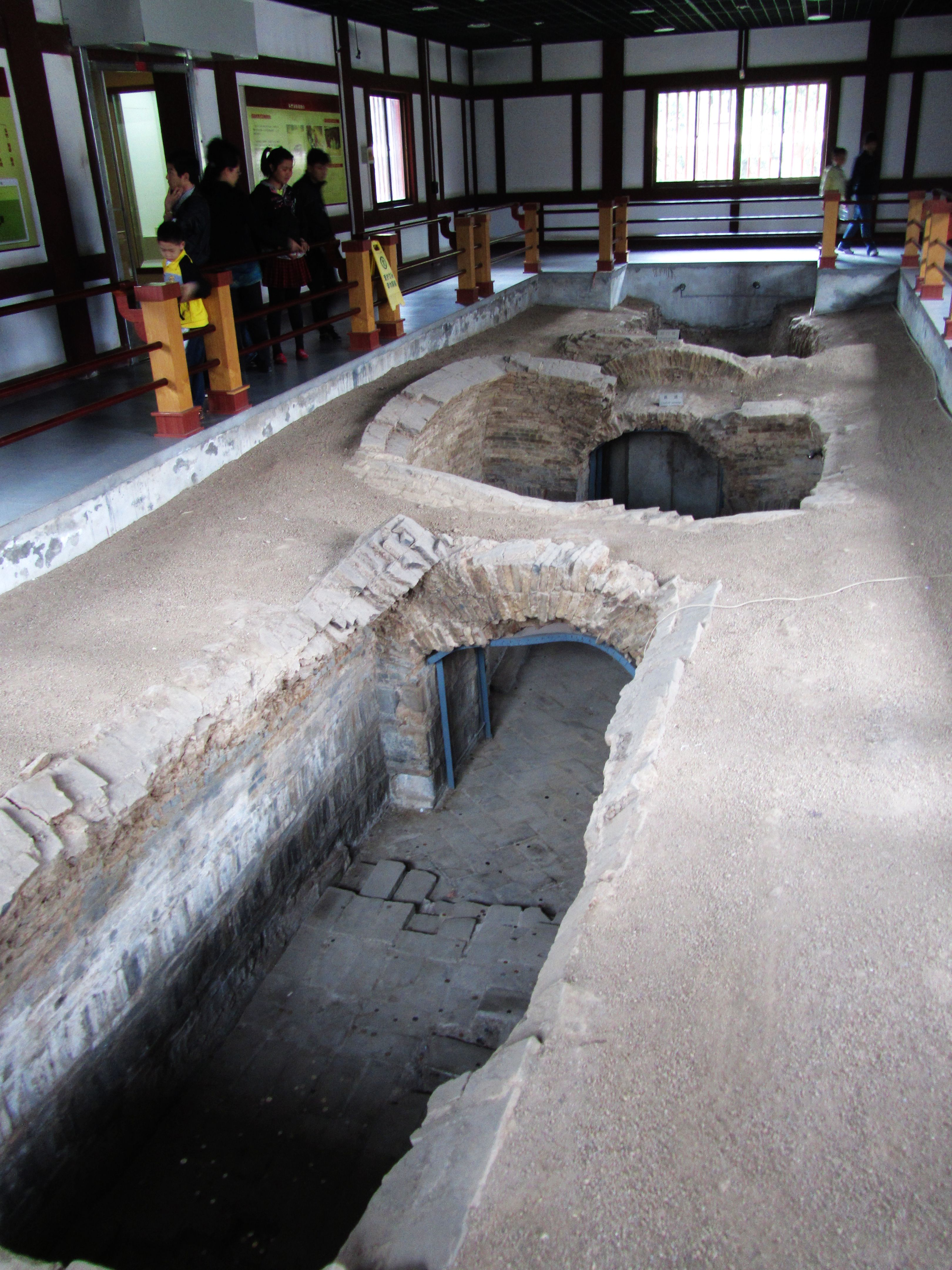
自北至南视图，示前后墓室
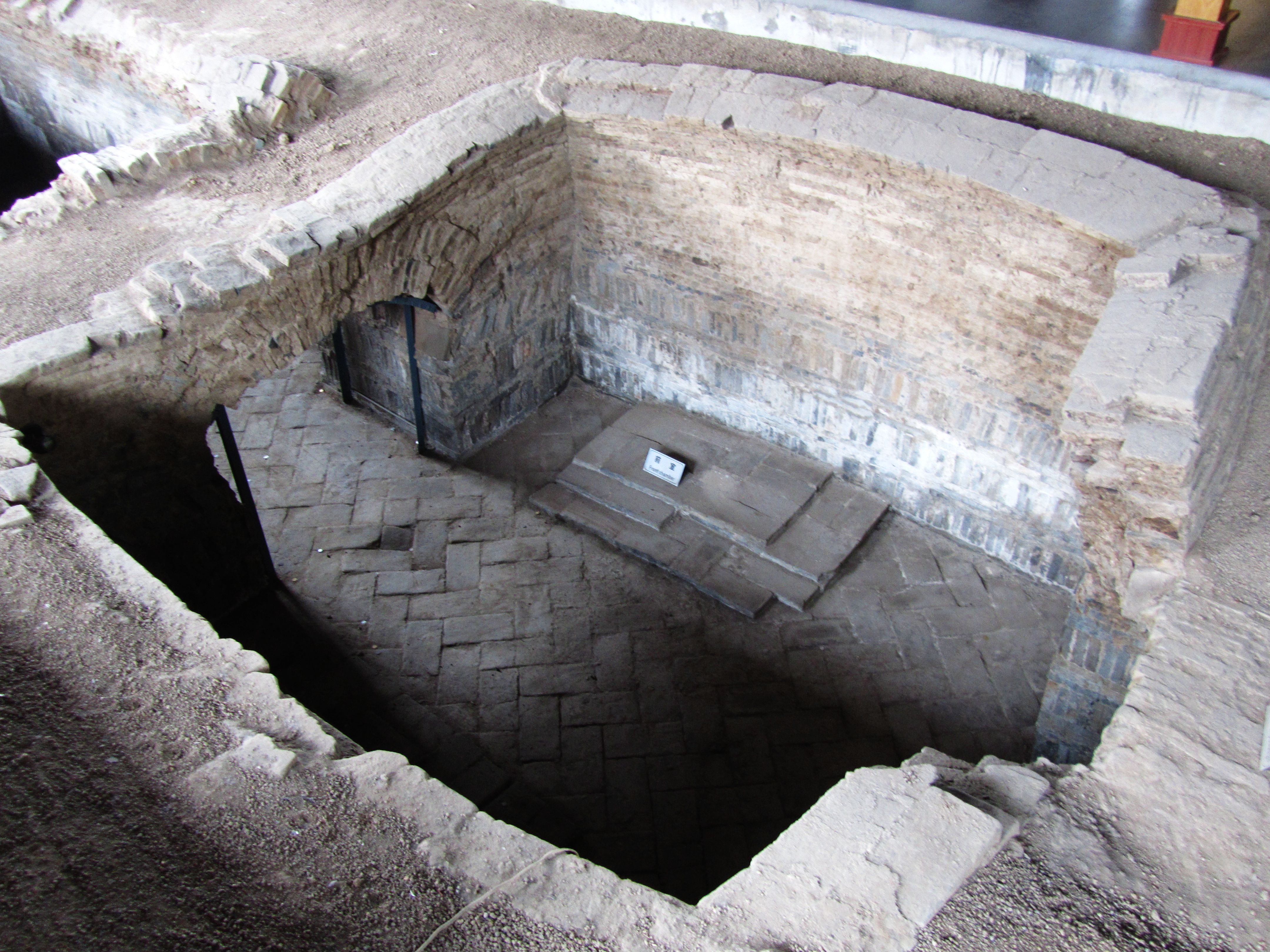
前室内景

## 出土文物
朱然家族墓地出土文物140余件，多分布于后室和过道中，包括瓷器、陶器、铜器、漆器、竹木器和玉器等。

### 漆器
主条目：朱然墓出土漆木屐、朱然墓出土贵族生活图漆盘
漆木器占出土文物的半数以上，类型多样，包括漆盘、漆案、漆奁、漆匕、漆勺、漆碗和漆木屐等，其上多有彩绘图案，因背面书有“蜀郡作牢”字样，证明其出自于成都地区，这一发现填补了三国时代绘画史尤其是吴、蜀绘画实物的空白。其中重要的文物有漆木屐、贵族生活图漆盘、季札挂剑图漆盘、皮胎犀皮漆鎏金铜扣耳杯、漆槅和宫闱宴乐图漆案等，其中前四件被列入禁止出国（境）展览文物。
朱然墓出土漆器上的绘画作品主题大致可分为历史故事（如季札挂剑图漆盘、百里奚会故妻图漆盘和伯榆悲亲图漆盘）、现实生活（如贵族生活图漆盘、童子对棍图漆盘）、祥瑞、花鸟鱼藻和神仙与信仰五类，以前两类居多，情节生动、精炼，其风格由汉时的粗略向三国的精致转变，并表现出这一时期的写实画风。如季札挂剑图漆盘盘心绘以春秋时期季札于徐君墓前祭祀，并挂剑于墓前柏树之上的历史故事，勾勒出人物高贵的身份和庄重雍容的神态；童子对棍图漆盘盘心则绘以山前空地之上两童子持棍对舞的情景，表现出儿童肥胖壮实的动态和欢乐无邪的情绪。

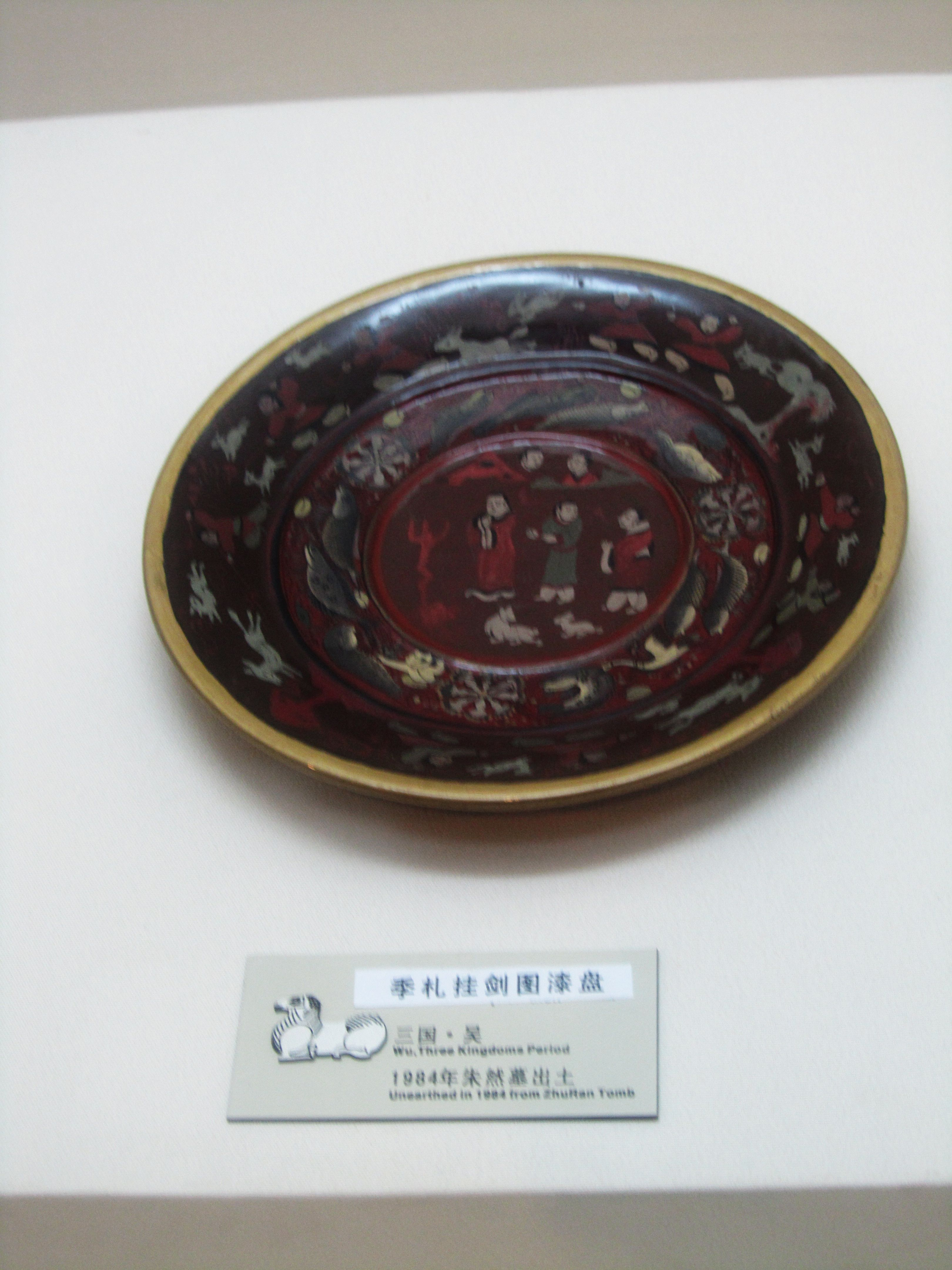
季札挂剑图漆盘（复制件）
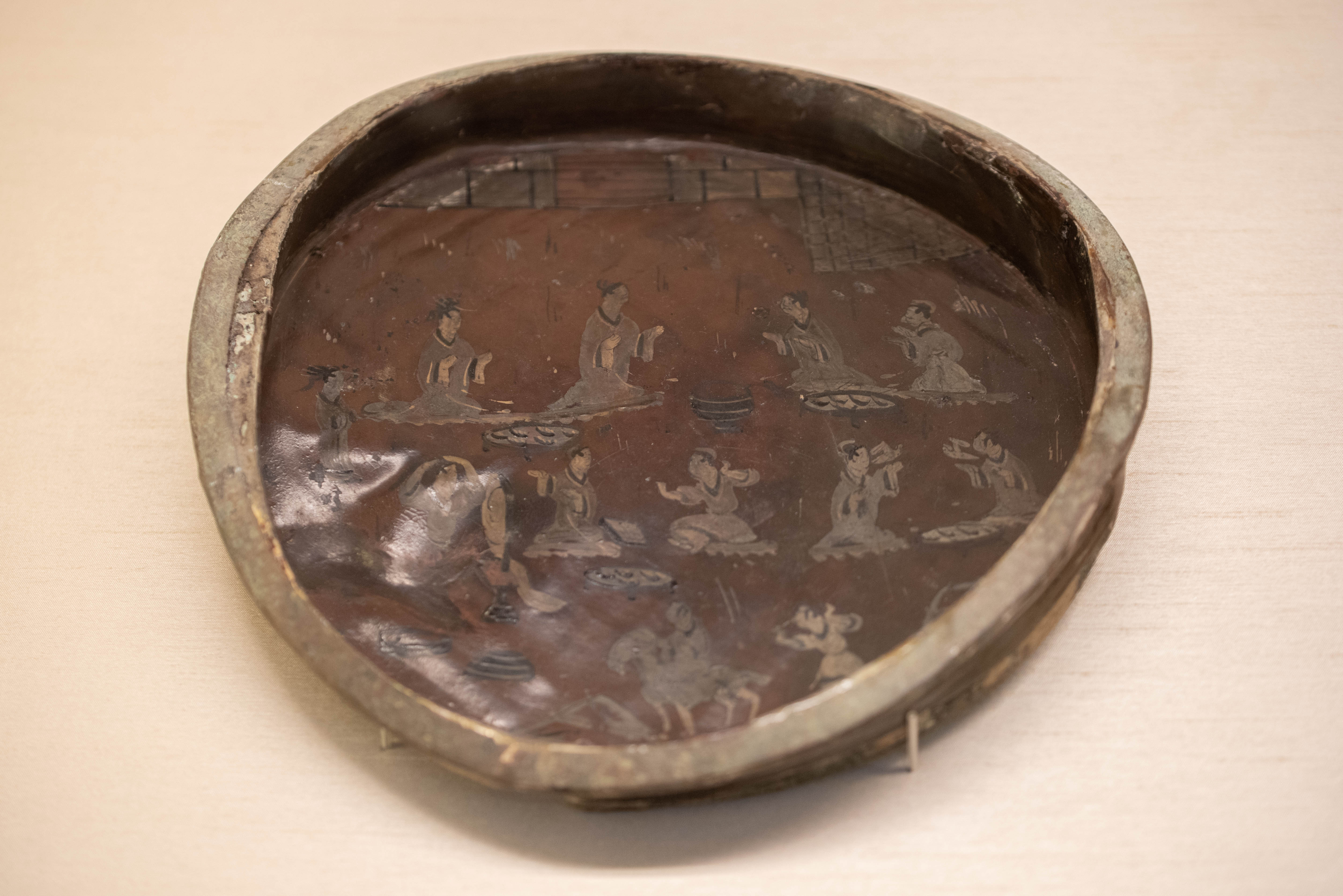
贵族生活图漆盘
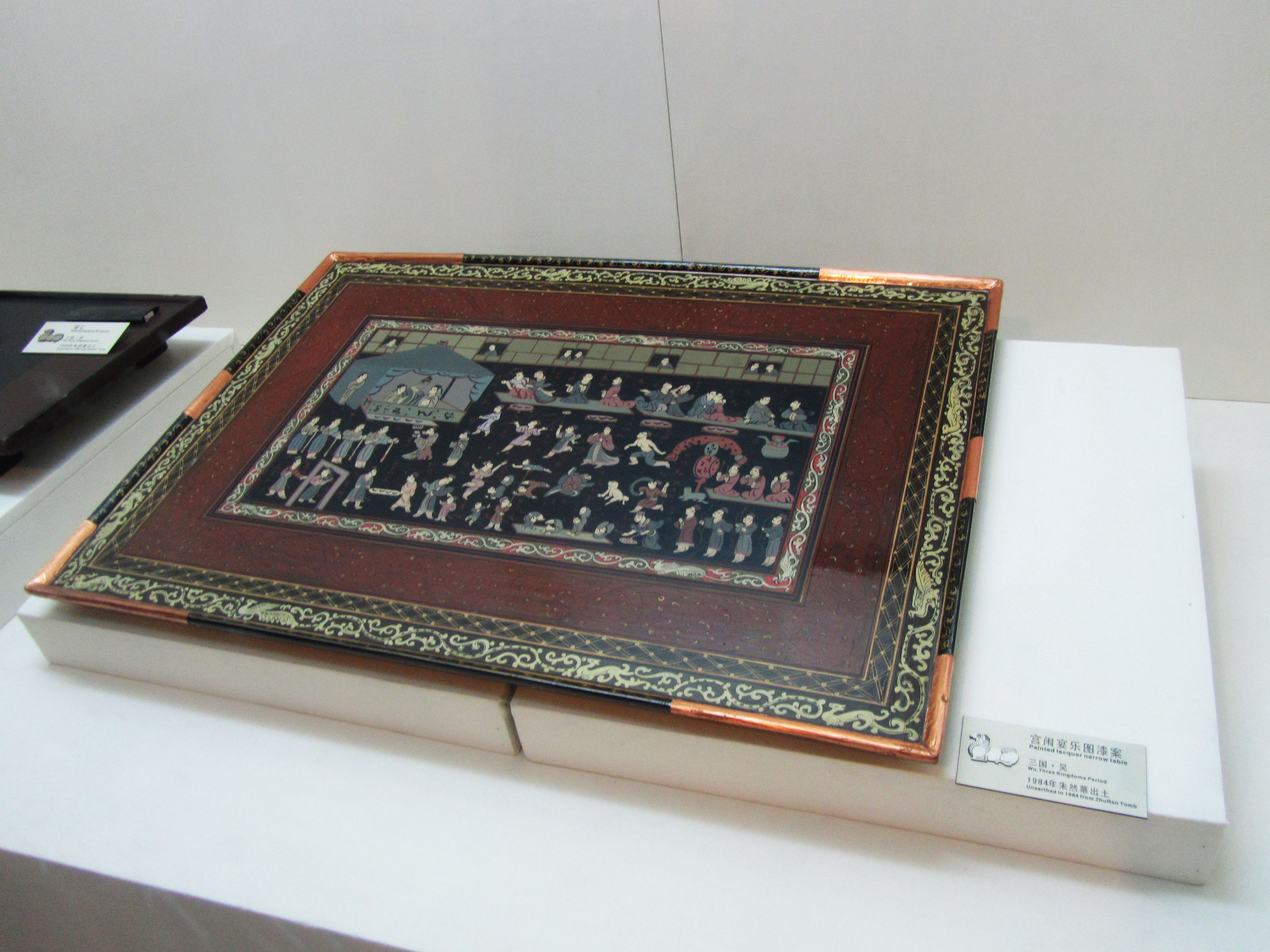
宫闱宴乐图漆案（复制件）
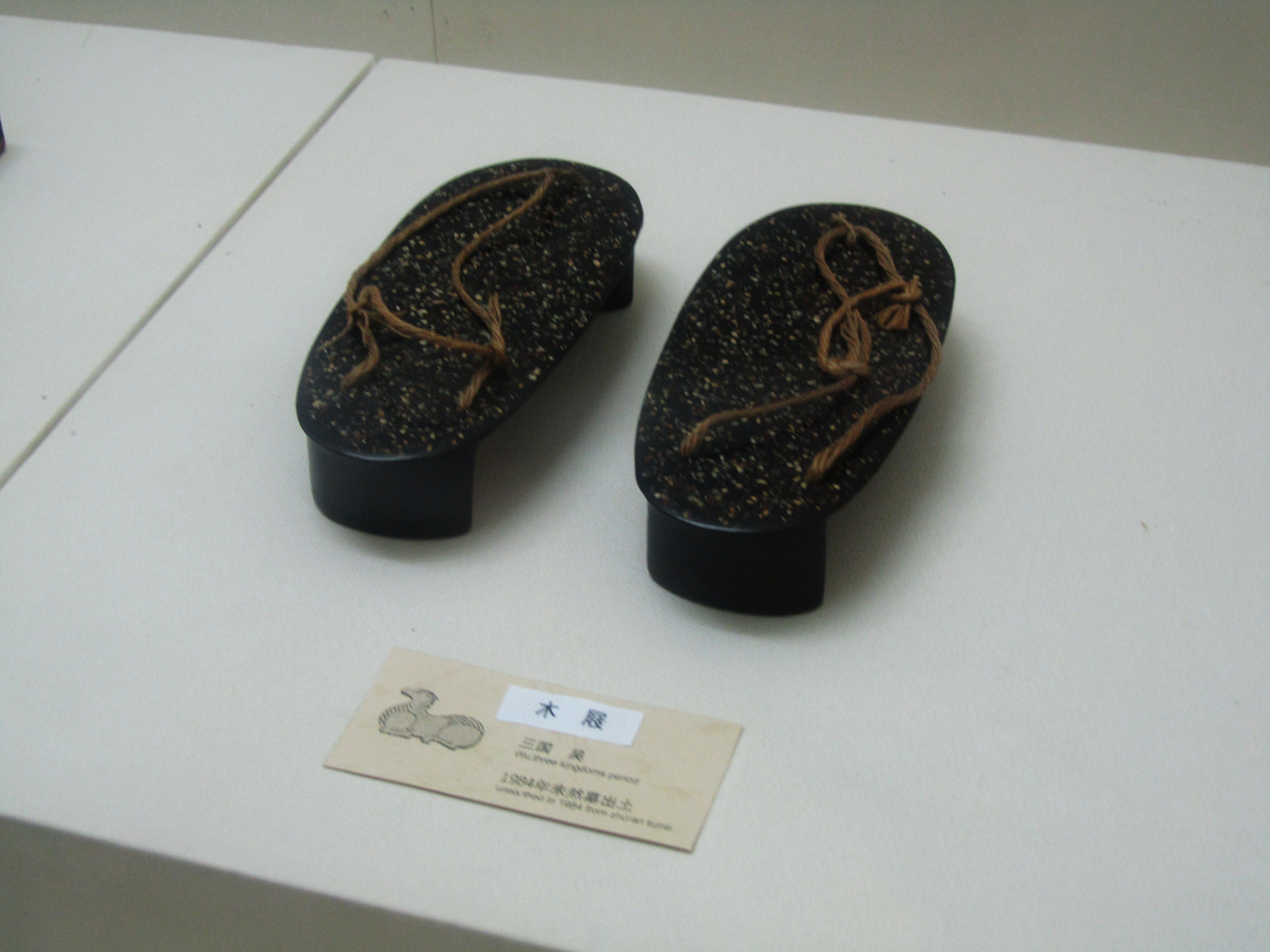
漆木屐（复制件）

### 其他
朱然家族墓地中出土的较有代表性的瓷器包括青瓷羊、青瓷卣形壶和青瓷镇墓俑等，釉色澄碧、造型精巧，展现出在这一时期的社会生活中青瓷器的使用逐渐普及，并出现取代漆器和陶器的趋势。

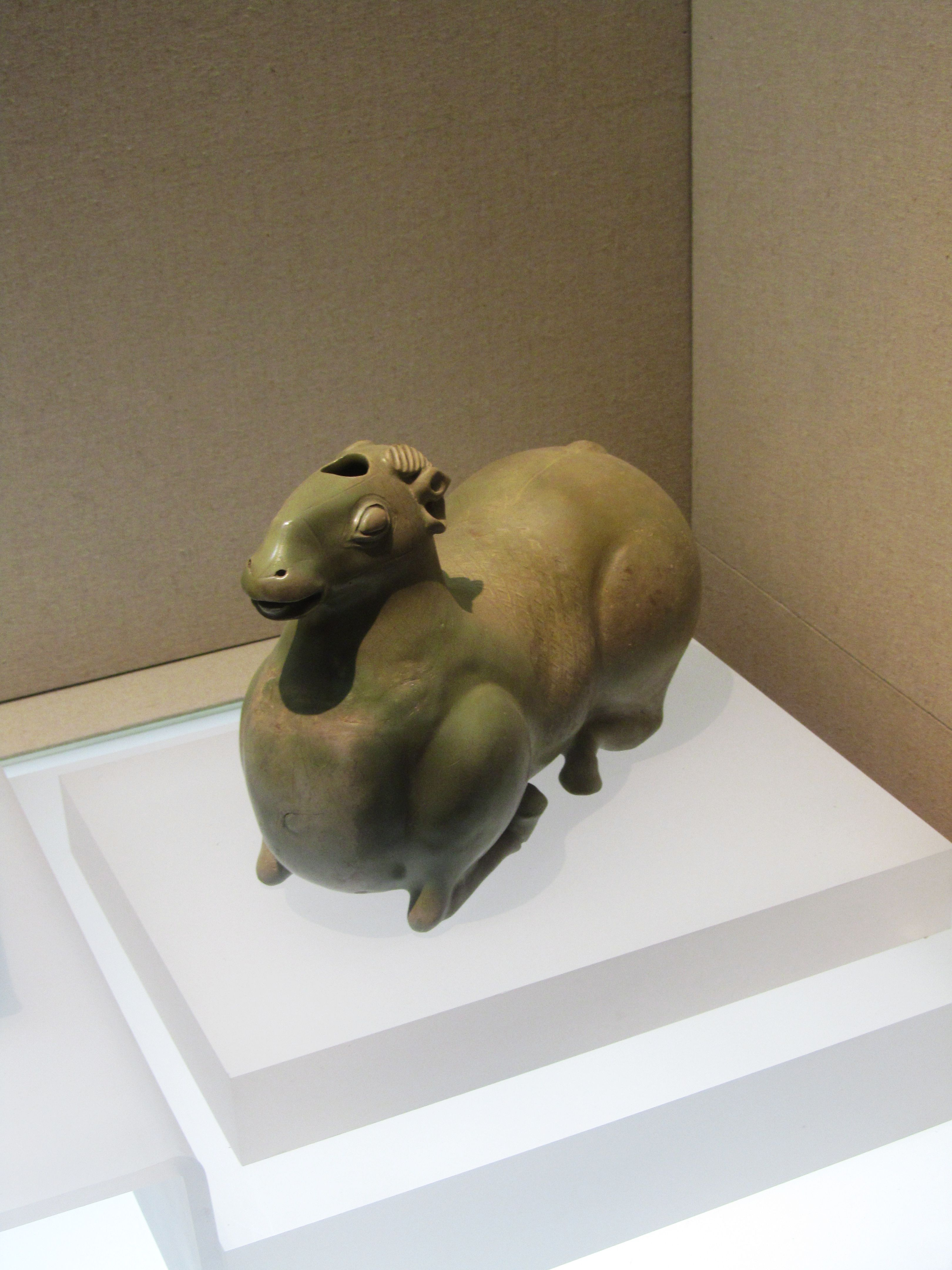
青瓷羊
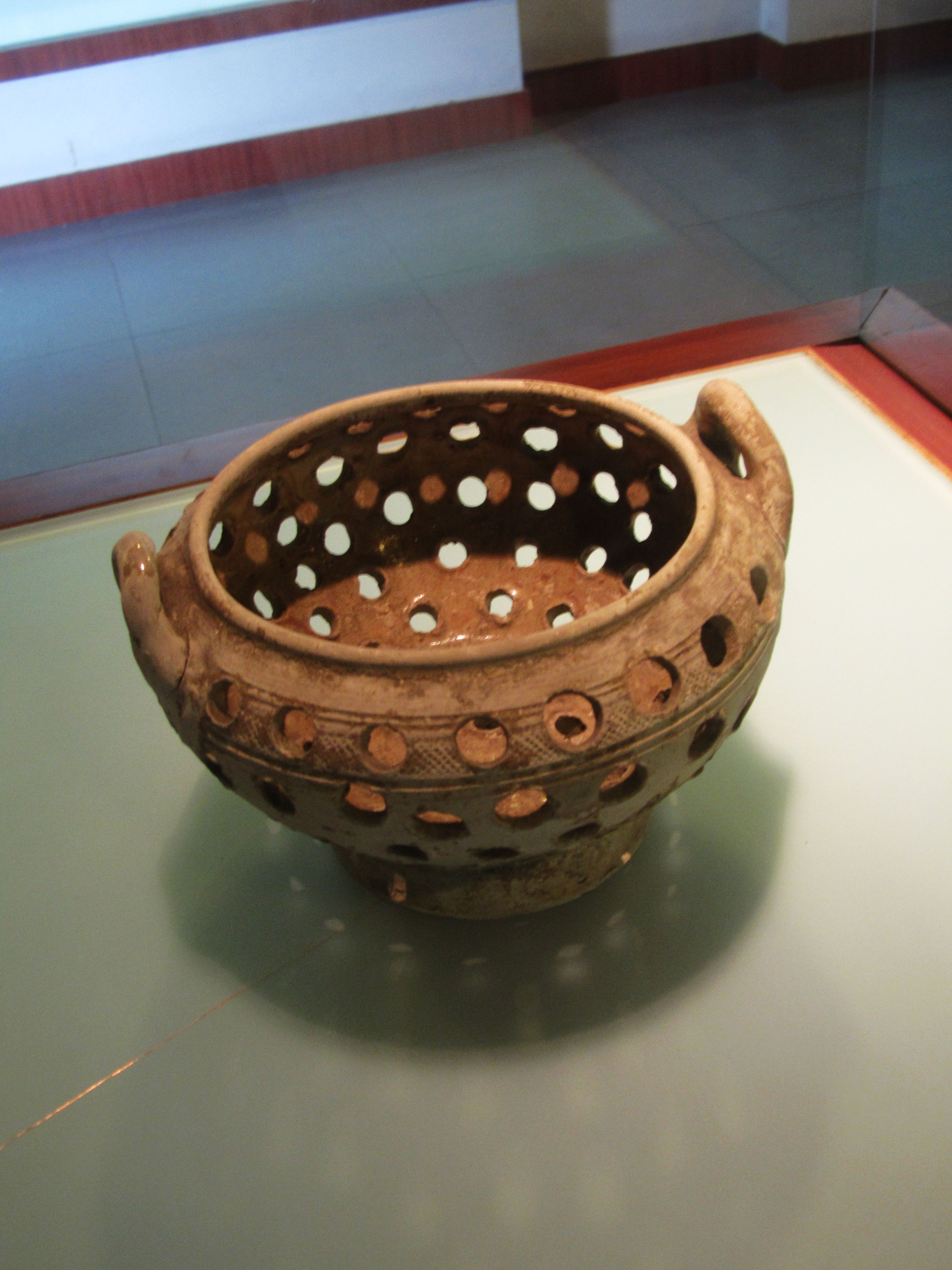
青瓷香薰
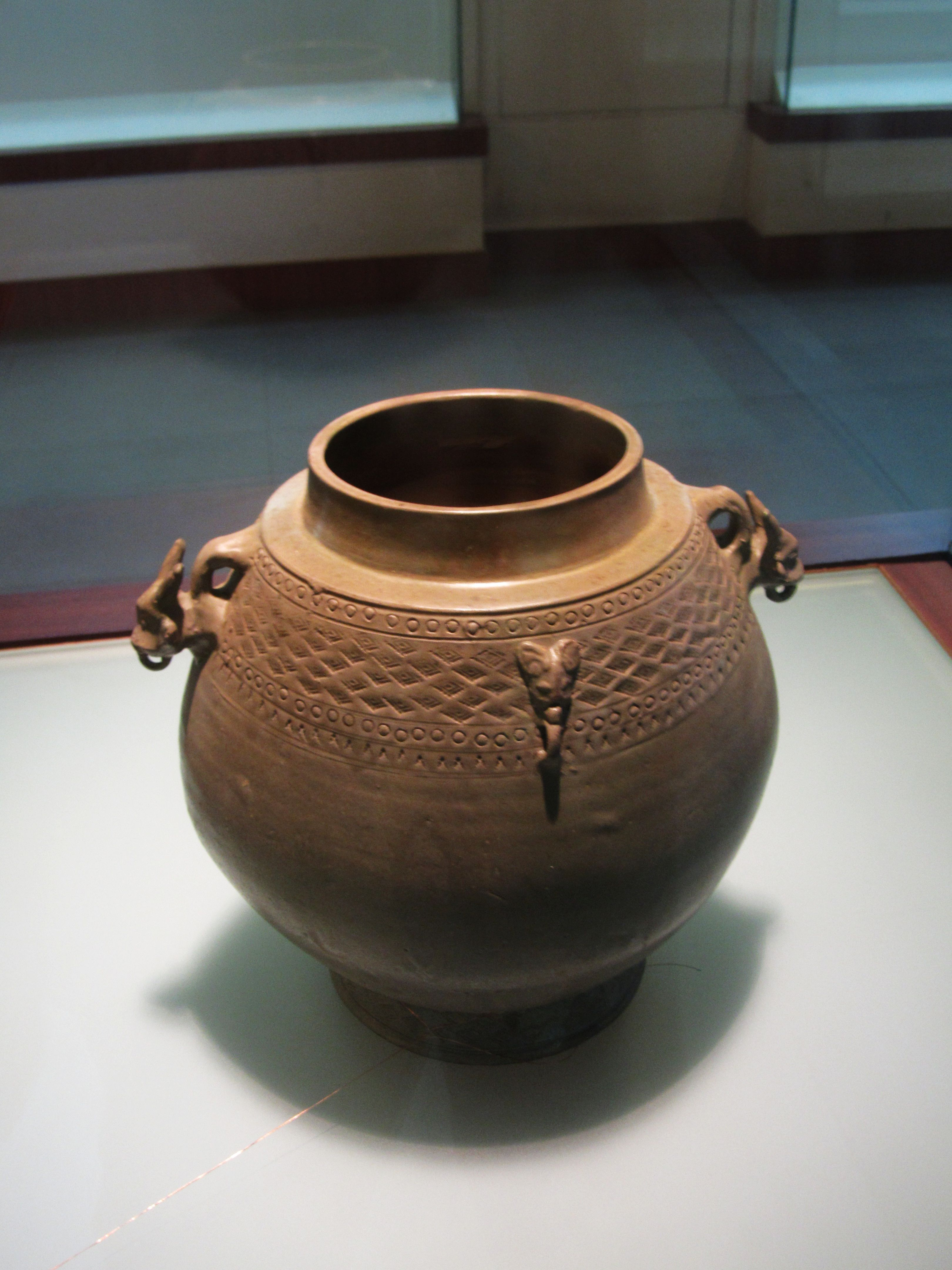
青瓷卣形壶
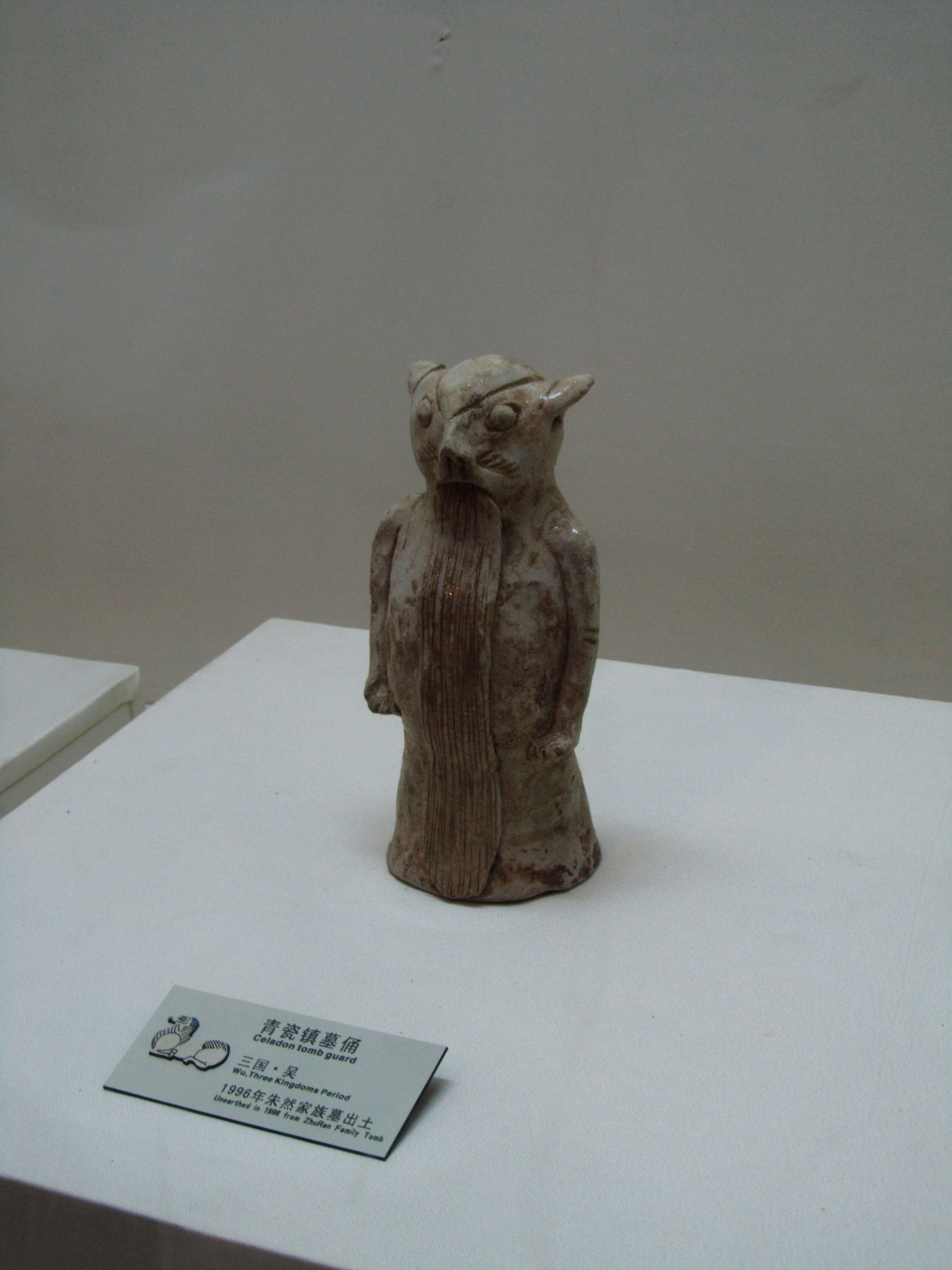
青瓷镇墓兽

朱然墓中出土的钱币约有6000余枚，散布于墓室铺地砖上和棺木内，按时代可分为汉代（半两、五铢）、王莽时期（大泉五十、货泉、布泉）、三国吴（大泉五百、大泉当千）和三国蜀（直百五铢）等，表现出这一时期货币相互交流通畅，兑换自由，贸易比较发达的特点。
朱然墓中出土木刺14枚和木谒3枚，为确定墓主身份的重要依据。二者的作用类似于名片，其中谒用于下级对上级、晚辈对尊长通名，而刺则用于亲朋同僚之间。二者均为长方形，谒的宽度和厚度均大于刺，木谒顶端中央墨书“谒”字，右起直行墨书“□节右军师左大司马当阳侯丹杨朱然再拜”，木刺正面直行墨书“弟子朱然再拜问起居字义封”或“故鄣朱然再拜问起居字义封”、“丹杨朱然再拜问起居字义封”等，字体均为隶中带楷。

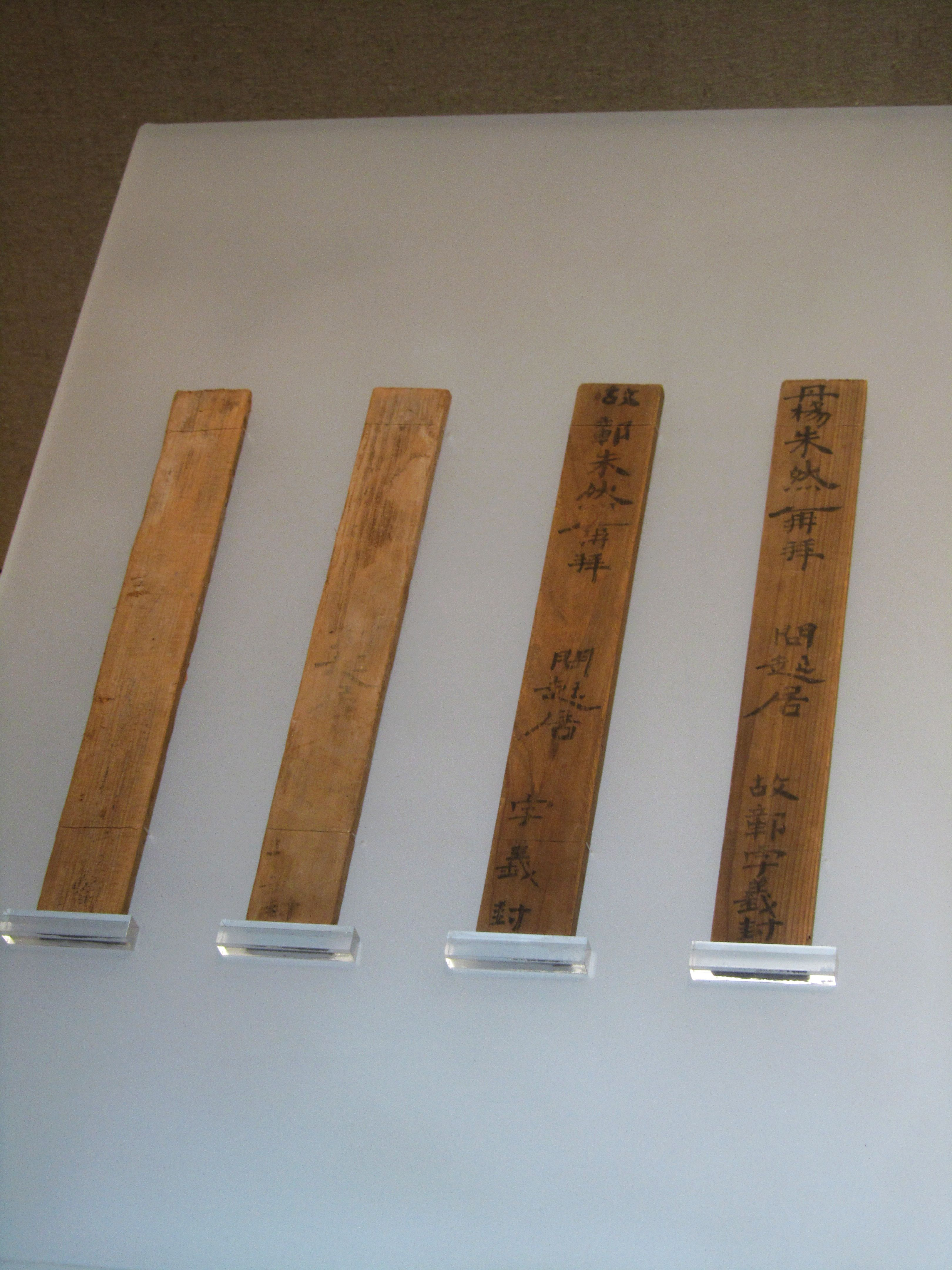
木刺

## 墓地保护和展示
朱然家族墓地博物馆为墓地保护工程的主要建筑，也是展示东吴历史文化特色的专题性博物馆。该馆采用仿汉式建筑，于1988年部分建成对外开放，1995年增建墓室陈列厅和出土文物陈列厅，2001年重修。其主要陈列为朱然墓室、朱绩墓室及精品文物等，东部设有朱然生平浮雕长廊。
朱然文化公园位于朱然家族墓地南侧，为以朱然及三国文化为内涵的纪念性主题公园，园区内设有朱然纪念广场、三国文化广场、朱然家族墓地保护区、休闲活动区、共青林和三国文化陈列馆等。

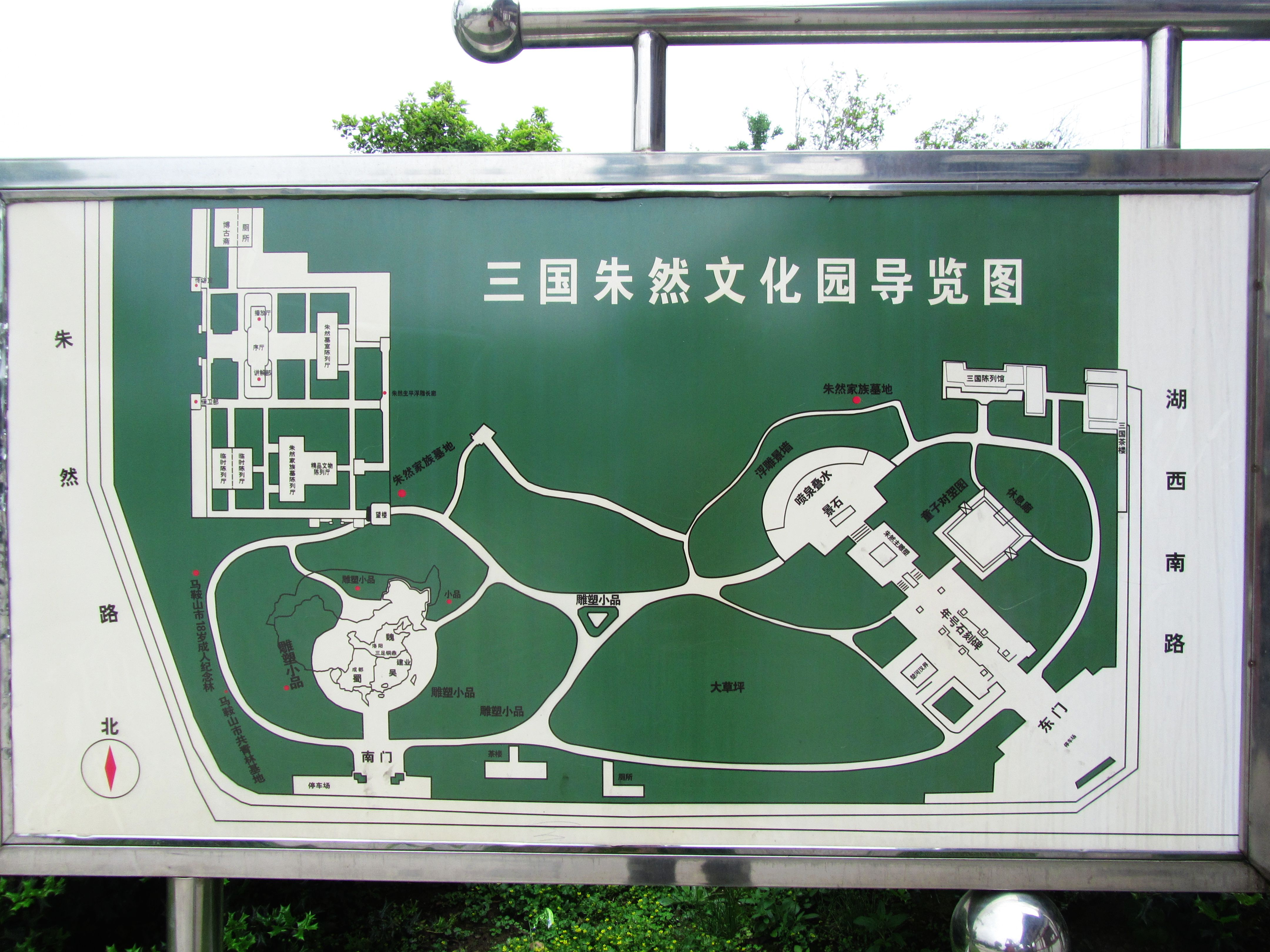
三国朱然文化园平面，左上为朱然家族墓地博物馆
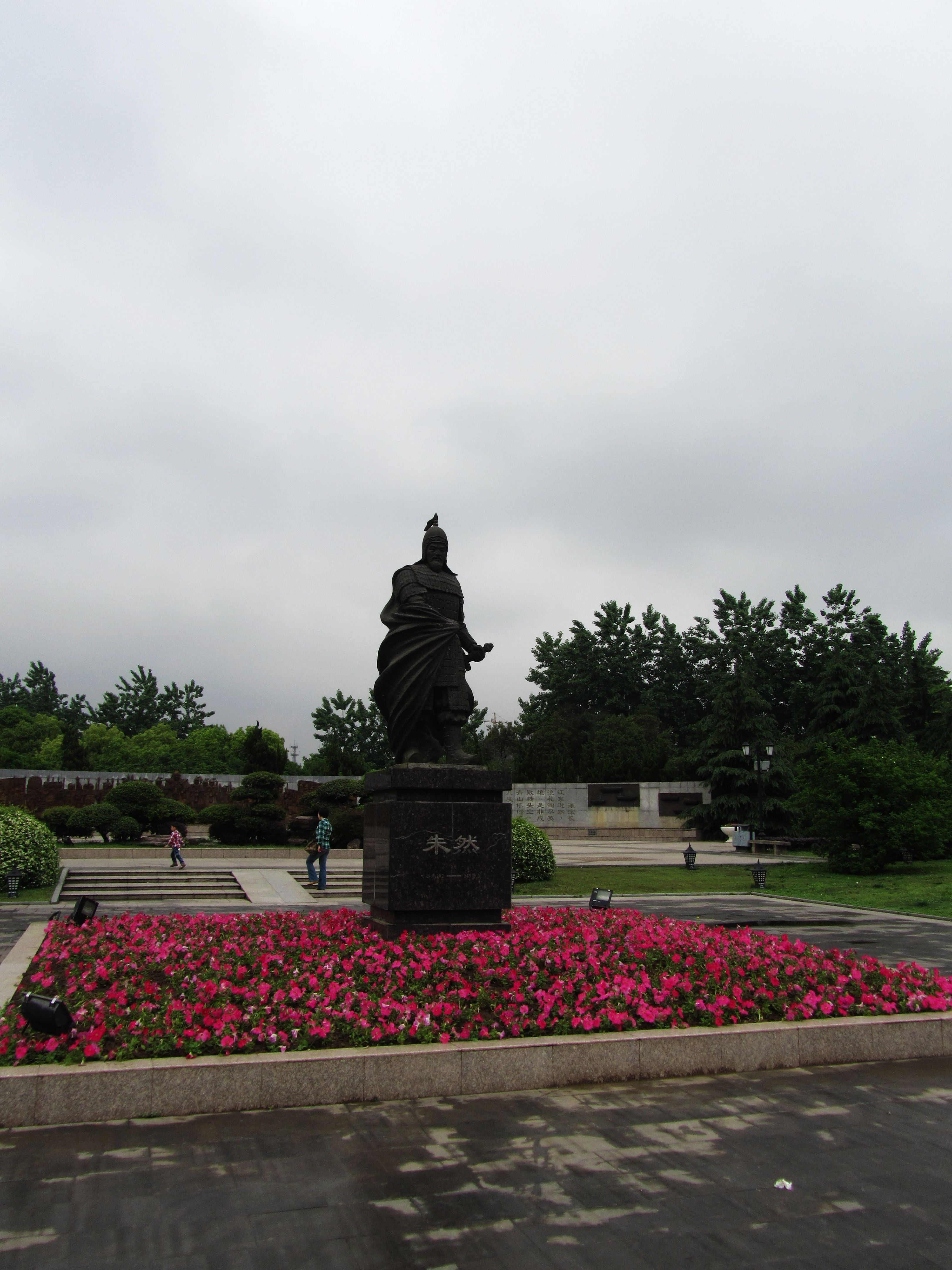
朱然像
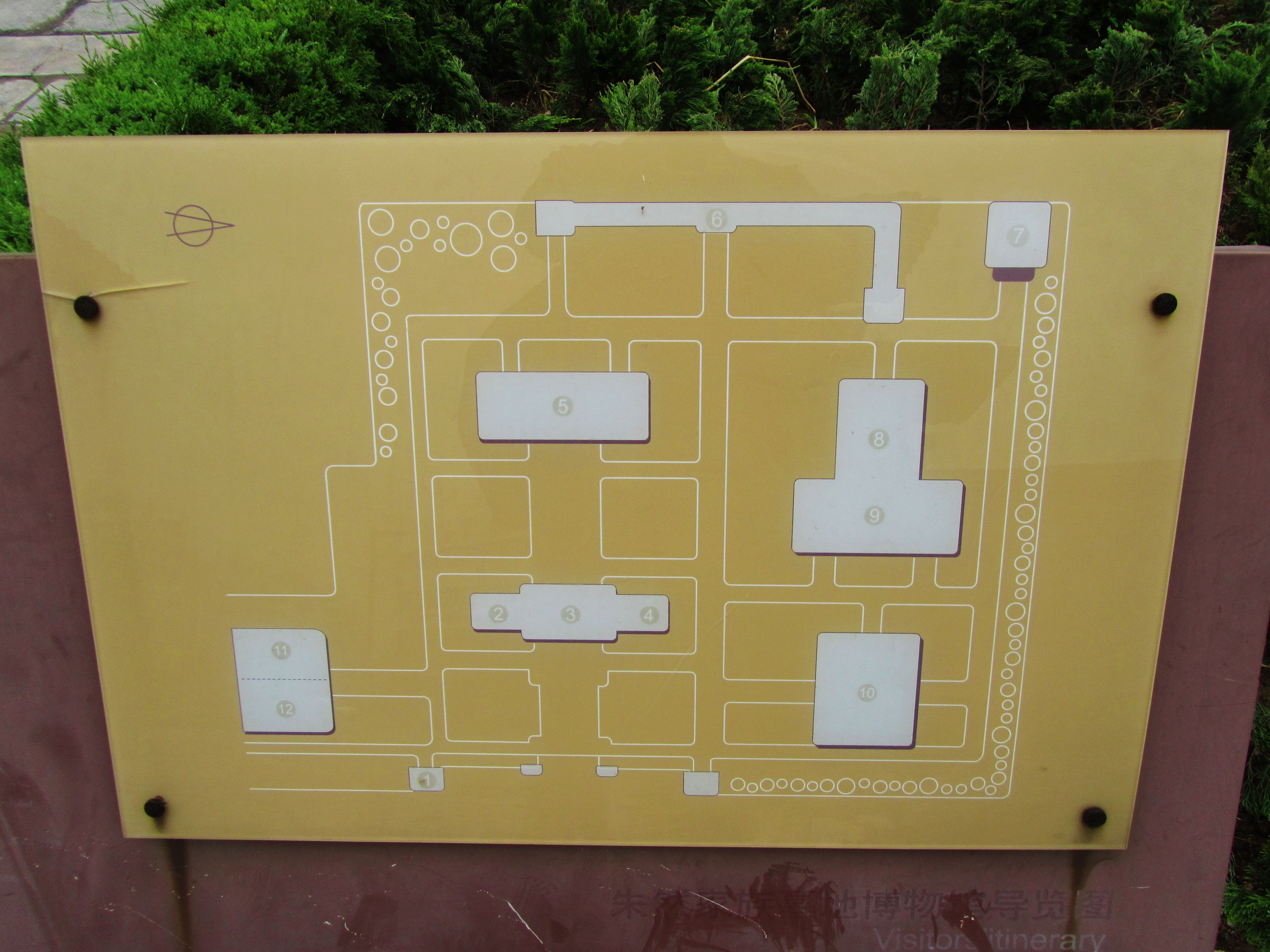
朱然家族墓地博物馆平面，说明见前图
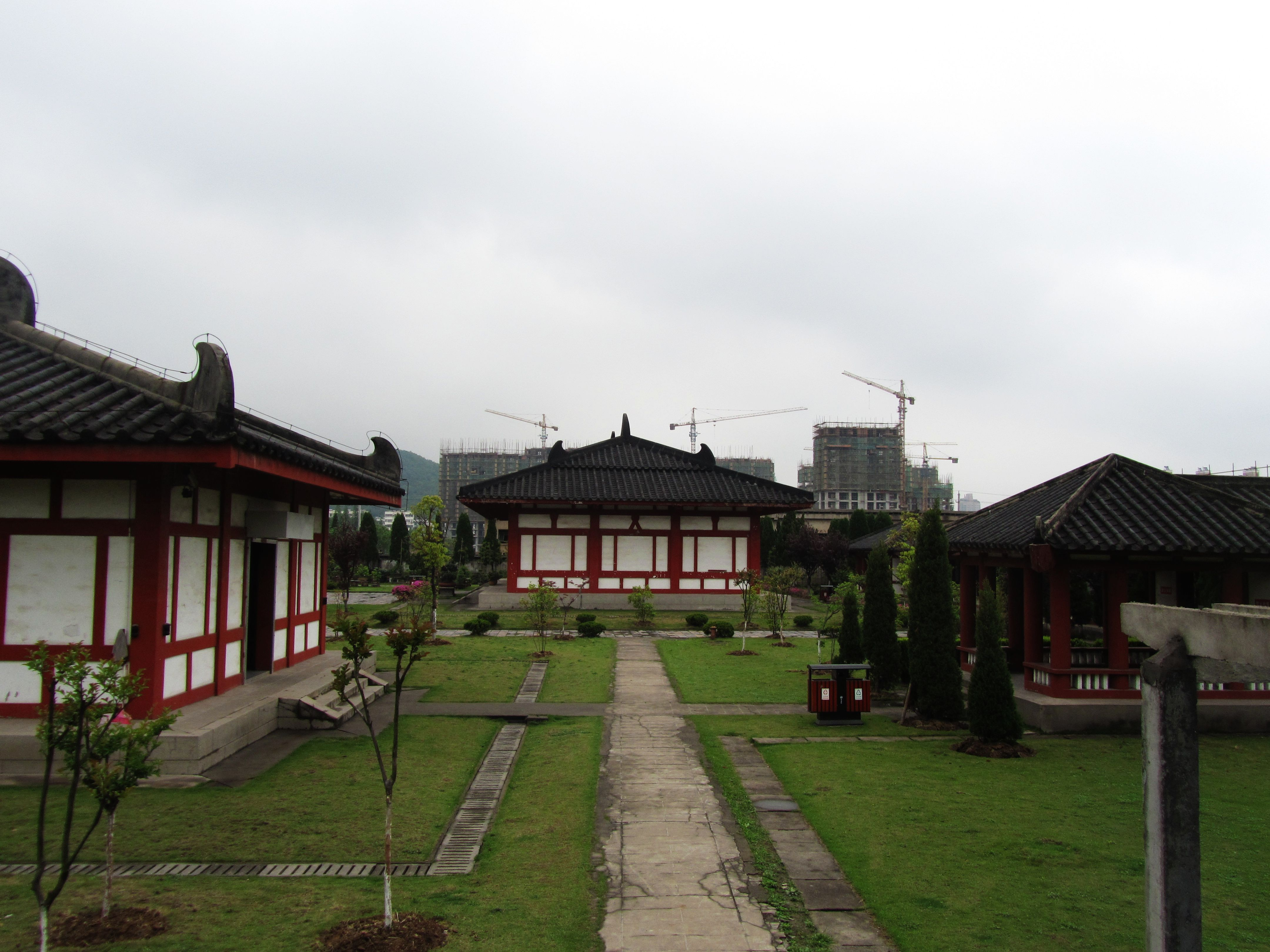
中为朱然墓室陈列厅，左为文物陈列厅
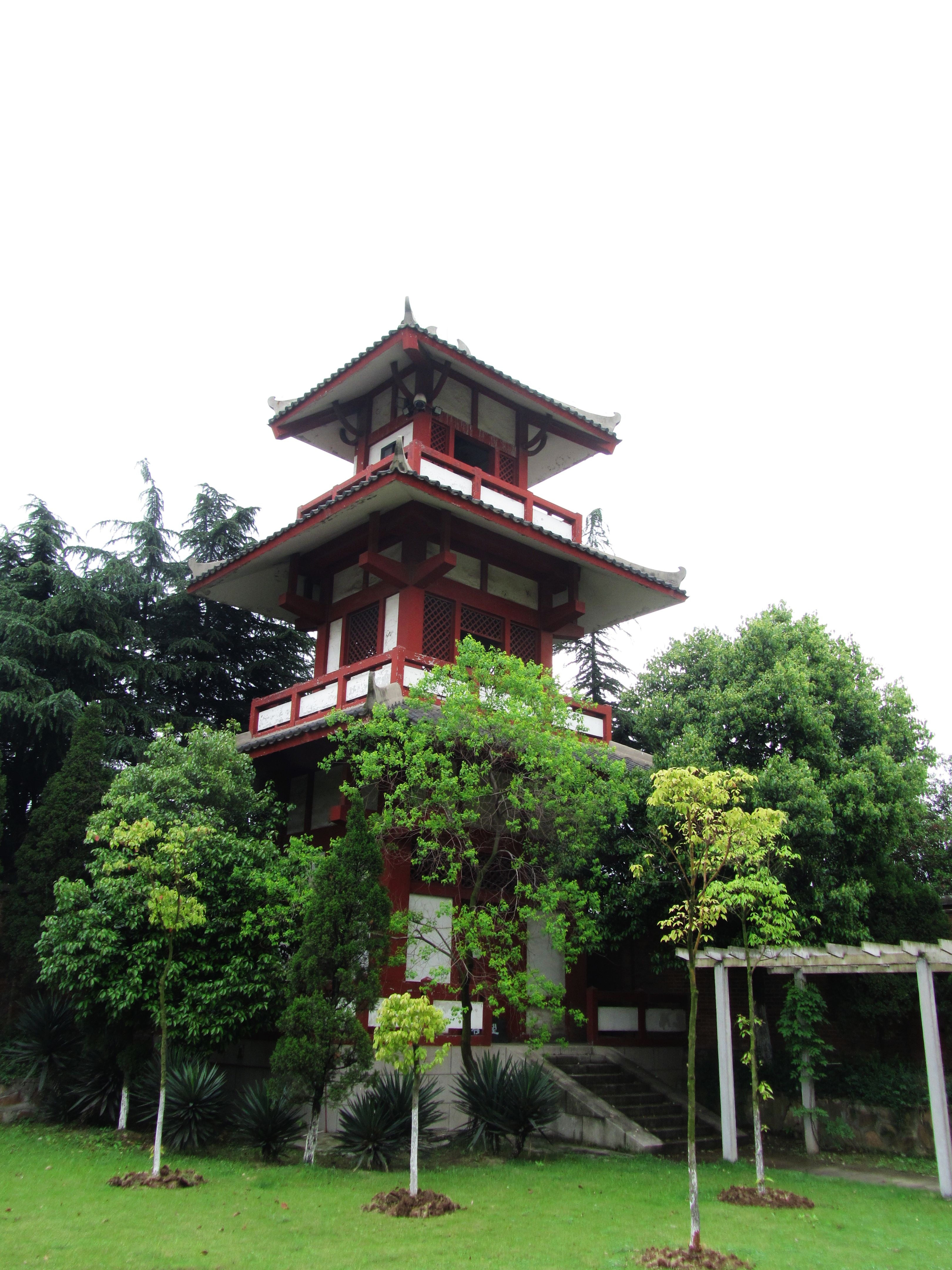
望楼